# Окупаційний статут

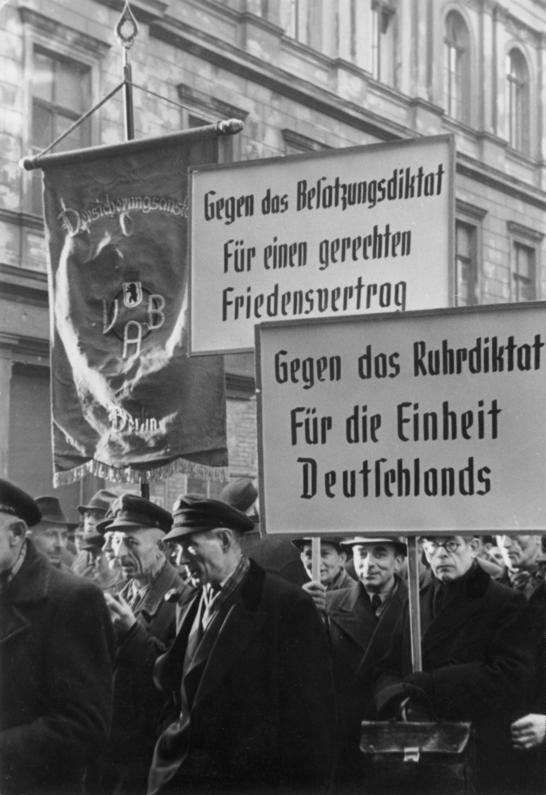
Протест проти Рурської угоди та статуту окупації.

Окупаційна статут ФРН (німецькою: Besatzungsstatut) від 10 квітня 1949 року визначав ролі та обов'язки новоствореного уряду Федеративної Республіки Німеччини (Західна Німеччина) та Вищої альянської комісії. Його було складено представниками США, Великої Британії та Франції, і він був чинним до набрання чинності Паризькими договорами (1954 року), які набули чинності 5 травня 1955 року.
Авторами статуту були Міністр закордонних справ США Дін Ечесон, Міністр закордонних справ і Справ Колоній Великобританії Ернест Бевін та Приміністр Франції Робер Шюман, які обговорювали його протягом восьми днів на інтенсивних конференціях у Вашингтоні, округ Колумбія. Статут надав Федеративній Республіці умовний суверенітет і прийняв її до організації Маршаллового плану як рівноправного партнера. Аліанси зберігали право розміщувати в країні війська окупації та зберігали повний контроль над роззброєнням, демілітаризацією, пов'язаними з цим галузями наукового дослідження, військовими репараціями, Руром, декартелізацією, зовнішньою торгівлею, рівнем виробництва, переміщеними особами і біженцями, захистом, престижем і безпекою окупаційних військ, закордонними справами, зовнішньою торгівлею та обміном. Федеративна Республіка могла діяти в цих сферах лише з дозволу альянсів.
Додатково, Основний закон (конституція) міг бути змінений лише за єдиною згодою альянсів, і альянси мали право вето на будь-яке законодавство, яке суперечило Основному закону або політиці окупації. Альянси також мали право відновити повноцінну окупацію у разі виникнення надзвичайної ситуації.
Представники альянсів попросили Парламентську раду, яка працювала над створенням Основного закону, прийняти статут. Незважаючи на опір соціал-демократів, рада прийняла Окупаційний статут.
У 1951 році канцлер Конрад Аденауер зміг домогтися членства Західної Німеччини в Європейському співтоваристві з вугільної та сталевої галузей, яке пізніше стало основою Європейської економічної спільноти, попередниці Європейського Союзу. У тому ж році американці, британці і французи погодилися на перегляд Окупаційного статуту, який значно посилив внутрішню владу Федеративної Республіки. Вправно використовуючи заходні страхи перед комуністичним нападом на Європу, які виникли внаслідок Корейської війни, Аденауер отримав додаткові уступки від заходних окупаційних сил в обмін на згоду на перезброювання Західної Німеччини в рамках системи оборони західної Європи. У 1955 році Західна Німеччина стала повноправним членом Північноатлантичного договору та набула суверенітету у закордонних справах після закінчення дії Окупаційного статуту.

## Дивись також
- Контрольна рада союзників
- Декларація про поразку Німеччини
- Зони окупації союзників у Німеччині
- Петерсберзький протокол листопада 1949 р. Підписано між трьома союзниками та Конрадом Аденауером, першим канцлером Федеративної Республіки Німеччина.